# 총신대학교
총신대학교(總神大學校, Chongshin University)는 서울특별시 동작구와 경기도 용인시 처인구에 있는 사립 대학이다.
대한예수교장로회(합동)에서 설립하였으며, 네덜란드 중심의 화란 개혁신학과 영미 중심의 웨스트민스터 신앙고백의 신학적전통을 따른다. 개신교의 개혁주의 신학을 기반으로, 보수적인 장로교 교단이 대한예수교장로회(합동)의 신학대학원이 있는 대학교이다.
1901년 개교되었다가 1938년에 폐교된 조선예수교장로회신학교를 모체로 하고 있다.

## 연혁
- 1901년 평양 마포삼열(Samuel A. Moffet)선교사 자택에서 조선예수교장로회신학교 개교.
- 1908년 미국인 맥코믹(Nettie F.McComick)여사의 희사금으로 평양시 하수구리 100번지에 교사를 건축하여 이전.
- 1938년 신사참배에 대한 갈등과 내분으로 조선예수교장로회신학교 폐교.
- 1945년 대한예수교장로회 총회의 결의에 의하여 조선신학원 인준.
- 1948년 성서비평학을 성서읽기 방법으로 활용한 조선신학교(현재 한신대학교)의 신정통주의신학의 유입에 대한 위기감으로 조선예수교장로회신학교을 계승한 장로회신학교를 설립키로 하고 남산에서 장로회신학교 개교.
- 1951년 조선신학교와 장로회신학교를 해체하고 장로회신학교를 대신해 대한예수교장로회총회신학교의 임시 교사를 대구시 대신동 283번지에 정하다.
- 1953년 대한예수교장로회총회신학교 교사를 서울특별시 중구 회현동 1가 산1번지로 이전하다.
- 1960년 교사 위치에 국회의사당 건립이 예정되어 국가시책으로 서울특별시 용산구 한강로 2가 319번지 소재의 새 교사로 이전하다.
- 1965년 백남조 장로(초대 재단 이사장)의 헌납으로 사당동 산 31-3 소재의 교사를 신축하여 이전하다
- 1995년 교명을 총신대학교로 변경하였다.

## 역대 총장
- 마포삼열(Samuel Austin Moffett , 1901~ 1925.10.30)
- 라부열(Stacy,L,Roberts,1925, 10.30 ~ 1946)
- 박형룡(1946.6.3 ~ 1951.5),(1953.9.2 ~ 1958.3),(1960.9.27 ~ 1962.12.10),(1969.2.13 ~ 1972.2.29)
- 감부열(Archibald Campbell, 1951.9.19 ~ 1953.8)
- 이상근 (1962.12.11 ~ 1963.12.10)
- 박윤선(1963.12.11 ~ 1964.12.10)
- 명신홍(1964.12.11 ~ 1968.12.12)
- 김희보(1972.3.1 ~ 1980.2.28)
- 정성구(1980.3.1 ~1984)
- 박영희(1985.5.27 ~ 1991.2)
- 차영배(1992.3 ~ 1993.9.20)
- 김의환(1995.3.3 ~ 1999.3.28)
- 김의원(2000.9.26 ~ 2004.9.24)
- 김인환(2004.11.25 ~ 2008.11.24)
- 김삼봉(직무대행)(2008.11.24 ~ 2009.3.31)
- 정훈택(직무대행)(2009.4.1 ~ 2009.9.17)
- 정일웅(2009.9.18 ~ 2013.9.17)
- 김길성(직무대행)(2013.9.17 ~ 2013.12.29)
- 길자연(2013.12.30 ~ 2015)
- 김영우(2015.8 ~ 2018.10)
- 심상법(직무대행)(2018.10.13 ~ 2018.10.15)
- 김광열(직무대행)(2018.10.16 ~ 2019.1.13)
- 정희영(직무대행)(2019.1.14 ~ 2019.2.10)
- 박용규(직무대행)(2019.2.11 ~ 2019.5.24)
- 이재서(2019.5.25 ~ 2023.5.24)
- 박성규(2023.5.25 ~ 현재)

## 교육편제

### 학부
총신대학교는 2022년 기준 신학부, 사범학부, 사회과학학부, 산업교육 학부 등으로 구성되어 있다.

### 대학원
총신대학교는 일반대학원과 1개의 전문대학원(목회신학전문대학원), 5개의 특수대학원을 설립하여 석사, 박사 학위 과정을 운영하고 있다.

### 교육 방침상의 특징
대한민국의 교육이념과 대한예수교장로회(합동) 총회의 개혁주의 교리에 따라 성경을 하나님의 영감으로 기록한 무오하고 절대적인 말씀으로 믿으며, 칼빈주의 혹은 역사적 개혁주의와 웨스트민스터 신앙고백 대·소교리문답의 교리를 바탕으로 학문연구와 영성 및 인성교육을 실시하여 인류사회의 국가 및 교회에 기여할 인재 양성을 사명으로 한다.

## 학생 자치

### 언론단체
- 총신대보
- 총신교지
- CSBS(총신대학교 방송국)

### 학술지
- 신학지남 : 1918년 3월 20일 창간된 계간지로 2014년 3월 31일 현재 통권 318호에 이르고 있다.
- CTJ

## 비판 및 논란

### 4호선 총신대입구역 역명 논란

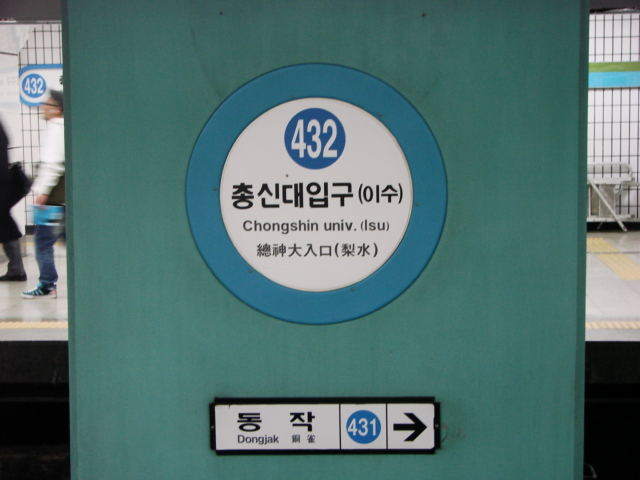
4호선 총신대입구역 역명판

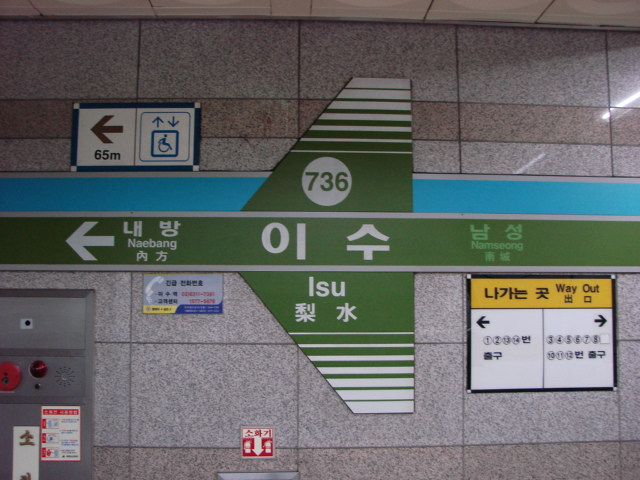
7호선 이수역 역명판

총신대학교는 서울지하철 4호선 건설 때 건설비를 지불하였고, 이를 명목으로 기존 이수역에 자교명을 이름에 넣었다. 그러나 서울지하철 7호선이 개통되면서 이수역보다 더 가까운 남성역이 생기게 되자 1997년 서울시 지명위원회가 기존의 총신대 명칭을 남성역으로 옮길 것을 결정했고, 2000년 7호선 개통과 함께 기존 총신대입구역은 이수역으로, 남성역은 남성(총신대입구)역으로 역명을 변경하였다. 그러나 유동 인구가 많은 환승역 이수역에 자교 이름이 노출되기를 원했던 대학측이 이에 대해 거세게 반발, 결국 2001년 역명 재개정을 통해 4호선 이수역에 한해 총신대입구역으로 변경되었고, 7호선 남성(총신대입구)역은 남성역으로 바뀌었다. 게다가 2006년 '지하철 역명제정 기준 및 절차'를 시행되면서 5 ~ 8호선의 역명은 대학명으로 정하지 않기로 정함에 따라, 같은 역임에도 4호선에는 총신대입구역, 7호선에는 이수역의 다른 명칭이 쓰이는 유일한 역이 되었다.

### 김영우 총장 퇴진 요구 농성
김영우  총장은 2000만원 배임증재 의혹과 총장·이사장 이중 재직 논란 등을 빚고 있다. 그는 2017년 9월 검찰에 기소되었으나, 2017년 12월 총장에 재선임돼 논란은 더욱 증폭되었다. 김 총장 측에 반발하는 학내 구성원들이 학교 건물을 점거하면서 2018학년도는 정상적인 학사 운영이 불가능한 실정이며 3월 중순에는 운동장의 천막 강의실이 등장했다.

## 같이 보기
- 이수역
- 남성역
- 조선예수교장로회신학교
- 칼빈대학교
- 고신대학교
- 장로회신학대학교
- 숭실대학교
- 백석대학교
- 그리스도대학교
- 성공회대학교
- 한영신학대학교
- 합동신학대학원대학교